# Yawara! - Jenny la ragazza del judo
Yawara! - Jenny la ragazza del judo (ＹＡＷＡＲＡ！?) è un manga seinen scritto e disegnato da Naoki Urasawa, pubblicato in Giappone sulla rivista Big Comic Spirits di Shogakukan dal 1986 al 1993. Nel 1990 l'opera ha vinto il premio Shogakukan per i manga nella categoria generale.
La storia è anche stata adattata in un film live action nell'aprile 1989 e in un anime di 124 episodi dal titolo Yawara! A fashionable judo girl!, prodotto dalla Madhouse e andato in onda in Giappone su Yomiuri TV dall'ottobre 1989 al settembre 1992. Nel 1992 è uscito anche il film d'animazione Yawara! Soreyuke koshinuke kizzu!! (ＹＡＷＡＲＡ！ それゆけ腰ぬけキッズ！！?), mentre nel 1996 è uscito lo special televisivo Yawara! Special Zutto kimi no koto ga… (ＹＡＷＡＲＡ！ Ｓｐｅｃｉａｌ ずっと君のことが⋯。?).
In Italia sono stati doppiati soltanto i primi 26 episodi della serie animata, andati in onda dal 22 novembre 1991 su Junior TV. Prima che cominciassero le trasmissioni, la serie era stata annunciata con il titolo Ginger, la principessa del judo (dall'adattamento francese Ginger, la jeunne fille judoka), in seguito cambiato in Jenny la ragazza del judo. Il manga, invece, è stato pubblicato in tempi più recenti da Planet Manga, a partire dal febbraio 2013 fino al 20 dicembre 2018.

## Trama
Yawara Inokuma è una giovane ragazza che aspira ad avere una vita normale, ma a causa del suo incredibile talento, viene costretta dal proprio autoritario nonno Jigoro a praticare il judo, con l'obiettivo di vincere i campionati nazionali e la medaglia d'oro ai Giochi della XXV Olimpiade. Data l'enorme pressione su di lei, Yawara inizialmente tende ad odiare ed evitare assolutamente le arti marziali, ma con il proseguire della storia, sviluppa una forte passione nei confronti dello sport.

## Personaggi

La protagonista, Yawara Inokuma

Yawara Inokuma (猪熊 柔?, Inokuma Yawara, Jenny Moore nell'edizione italiana dell'anime)
Doppiata da: Yūko Minaguchi (ed. giapponese), Renata Bertolas (ed. italiana)
È un'adolescente che aspira ad avere una vita normale, ma costretta a praticare il judo dall'autoritario nonno. Per tutta la serie continuerà ad avere fantasie romantiche sulla propria vita, con l'irrealizzabile sogno di avere un fidanzato.
Jigoro Inokuma (猪熊 滋悟郎?, Inokuma Jigorō, Teodore Moore nell'edizione italiana dell'anime)
Doppiato da: Ichirō Nagai (ed. giapponese), Oliviero Corbetta (ed. italiana)
Maestro di judo settimo dan, e cinque volte campione nazionale, la sua passione per il judo è pari solo al suo amore per il cibo. Ha grandi aspettative nei confronti della carriera della nipote Yawara, che continuamente spinge a dare il meglio di sé. Lavora parallelamente come assistente di un dottore.
Nel 1994 è stato pubblicato un racconto breve sempre ad opera di Urasawa intitolato Jigoro!, in cui è il protagonista.
Sayaka Honami (本阿弥 さやか?, Honami Sayaka, Betty Wing nell'edizione italiana dell'anime)
Doppiata da: Yoshino Takamori (ed. giapponese), Lella Carcereri (ed. italiana)
Ambiziosa e viziata erede di una ricca famiglia giapponese, non ha mai fallito in nessuno sport in cui si è cimentata. Quando conosce Yawara, si pone come obiettivo di sconfiggere la ragazza.
Shinnosuke Kazamatsuri (風祭 進之介?, Kazamatsuri Shinnosuke, Robert nell'edizione italiana dell'anime)
Doppiato da: Akira Kamiya (ed. giapponese), ? (ed. italiana)
È uno dei migliori allenatori di judo di tutto il Giappone, che ha come proprio idolo personale Jigoro Inokuma. Nonostante sia molto timido, ha molto successo con le ragazze per via del proprio aspetto. Prova interesse nei confronti di Yawara.
Kosaku Matsuda (松田 耕作?, Matsuda Kosaku, Charlie nell'edizione italiana dell'anime) e Kamoda (鴨田?, Kamoda, Woody nell'edizione italiana dell'anime)
Doppiati da: Toshihiko Seki (Matsuda) e Chafūrin (Kamoda) (ed. giapponese), Guido Bettali (Matsuda) e ? (Kamoda) (ed. italiana)
Un reporter ed il suo cameraman che lavorano per una rivista sportiva, convinti che Yawara diverrà la più grande stella dello sport giapponese, e che quindi la seguono ovunque.
Kaoru Hanazono (花園 薫?, Hanazono Kaoru)
Doppiato da: Masashi Sugawara (ed. giapponese)
È il capitano del club di judo della scuola di Yawara, sovrappeso e decisamente ipersensibile. È molto amico della ragazza.
Sudoh (須藤?, Sudō)
Doppiato da: Yoku Shioya (ed. giapponese)
È un teppista della scuola che frequenta Yawara. Inizialmente è un personaggio piuttosto negativo, ma si "raddrizza" quando entra a far parte del club di judo.
Jody Rockwell (ジョディ・ロックウェル?, Jodi Rokkuweru)
Doppiata da: Miyuki Ichijou (ed. giapponese)
È la campionessa in carica del campionato del mondo di judo, proveniente dal Canada. Diventa un personaggio regolare nella serie e, nonostante la propria posizione, anche una buona amica per Yawara.

## Manga
Il manga è stato pubblicato sulla rivista Big Comic Spirits a partire dal 1986 al 1993 e successivamente serializzato in 29 tankōbon per conto della Shogakukan, pubblicati dall'aprile 1987 all'ottobre 1993. Nel 1990 l'opera ha vinto il premio Shogakukan per i manga nella categoria generale. Sono state pubblicate diverse ristampe nel corso degli anni: in 19 volumi tra l'agosto 1998 e l'aprile 1999 e in 20 volumi tra il dicembre 2013 e l'aprile 2015.
In Italia, la Planet Manga l'ha pubblicato dal 9 febbraio 2013 al 20 dicembre 2018, in un'edizione fedele alla ristampa del 1998 in 19 volumi.

### Volumi
| Nº | Data di prima pubblicazione | Data di prima pubblicazione | Data di prima pubblicazione |
| Nº | Giapponese                  | Giapponese                  |                             |
| -- | --------------------------- | --------------------------- | --------------------------- |
| 1  | aprile 1987                 | ISBN 4-09-181341-0          |                             |
| 2  | agosto 1987                 | ISBN 4-09-181342-9          |                             |
| 3  | novembre 1987               | ISBN 4-09-181343-7          |                             |
| 4  | gennaio 1988                | ISBN 4-09-181344-5          |                             |
| 5  | aprile 1988                 | ISBN 4-09-181345-3          |                             |
| 6  | agosto 1988                 | ISBN 4-09-181346-1          |                             |
| 7  | ottobre 1988                | ISBN 4-09-181347-X          |                             |
| 8  | dicembre 1988               | ISBN 4-09-181348-8          |                             |
| 9  | marzo 1989                  | ISBN 4-09-181349-6          |                             |
| 10 | giugno 1989                 | ISBN 4-09-181350-X          |                             |
| 11 | settembre 1989              | ISBN 4-09-182111-1          |                             |
| 12 | dicembre 1989               | ISBN 4-09-182112-X          |                             |
| 13 | aprile 1990                 | ISBN 4-09-182113-8          |                             |
| 14 | giugno 1990                 | ISBN 4-09-182114-6          |                             |
| 15 | agosto 1990                 | ISBN 4-09-182115-4          |                             |
| 16 | ottobre 1990                | ISBN 4-09-182116-2          |                             |
| 17 | marzo 1991                  | ISBN 4-09-182117-0          |                             |
| 18 | luglio 1991                 | ISBN 4-09-182118-9          |                             |
| 19 | settembre 1991              | ISBN 4-09-182119-7          |                             |
| 20 | dicembre 1991               | ISBN 4-09-182120-0          |                             |
| 21 | marzo 1992                  | ISBN 4-09-182801-9          |                             |
| 22 | maggio 1992                 | ISBN 4-09-182802-7          |                             |
| 23 | settembre 1992              | ISBN 4-09-182803-5          |                             |
| 24 | ottobre 1992                | ISBN 4-09-182804-3          |                             |
| 25 | marzo 1993                  | ISBN 4-09-182805-1          |                             |
| 26 | aprile 1993                 | ISBN 4-09-182806-X          |                             |
| 27 | giugno 1993                 | ISBN 4-09-182807-8          |                             |
| 28 | settembre 1993              | ISBN 4-09-182808-6          |                             |
| 29 | ottobre 1993                | ISBN 4-09-182809-4          |                             |

| Nº | Data di prima pubblicazione | Data di prima pubblicazione | Data di prima pubblicazione |
| Nº | Italiano                    | Italiano                    |                             |
| -- | --------------------------- | --------------------------- | --------------------------- |
| 1  | 9 febbraio 2013             | ISBN 978-88-6304-807-0      |                             |
| 2  | 31 maggio 2013              | ISBN 978-88-6304-964-0      |                             |
| 3  | 29 giugno 2013              | ISBN 978-88-912-5070-4      |                             |
| 4  | 7 settembre 2013            | ISBN 978-88-912-5182-4      |                             |
| 5  | 23 novembre 2013            | ISBN 978-88-912-5222-7      |                             |
| 6  | 11 gennaio 2014             | ISBN 978-88-912-5301-9      |                             |
| 7  | 8 marzo 2014                | ISBN 978-88-912-5374-3      |                             |
| 8  | 10 maggio 2014              | ISBN 978-88-912-5466-5      |                             |
| 9  | 28 giugno 2014              | ISBN 978-88-912-5523-5      |                             |
| 10 | 30 agosto 2014              | ISBN 978-88-912-5602-7      |                             |
| 11 | 15 novembre 2014            | ISBN 978-88-912-5667-6      |                             |
| 12 | 28 febbraio 2015            | ISBN 978-88-912-5749-9      |                             |
| 13 | 27 giugno 2015              | ISBN 978-88-912-5881-6      |                             |
| 14 | 23 gennaio 2016             | ISBN 978-88-912-6091-8      |                             |
| 15 | 10 novembre 2016            | ISBN 978-88-912-6355-1      |                             |
| 16 | 25 maggio 2017              | ISBN 978-88-912-6551-7      |                             |
| 17 | 23 novembre 2017            | ISBN 978-88-912-6725-2      |                             |
| 18 | 28 giugno 2018              | ISBN 978-88-912-6940-9      |                             |
| 19 | 20 dicembre 2018            | ISBN 978-88-912-8650-5      |                             |

## Film live action
Prima ancora della serie animata, il 16 aprile 1989 uscì un film live action di 97 minuti basato sull'opera, dal titolo omonimo. Distribuito da Toho e diretto da Kazuo Yoshida con le colonne sonore di Ken Yajima, il ruolo di Yawara è interpretato da Yui Asaka. Nel film appaiono come semplici camei alcuni judoka e wrestler professionisti. La sigla è Neverland ~Yawara! Main Theme~ (ＮＥＶＥＲＬＡＮＤ ～ＹＡＷＡＲＡ！メインテーマ～?), di Yui Asaka.

## Anime

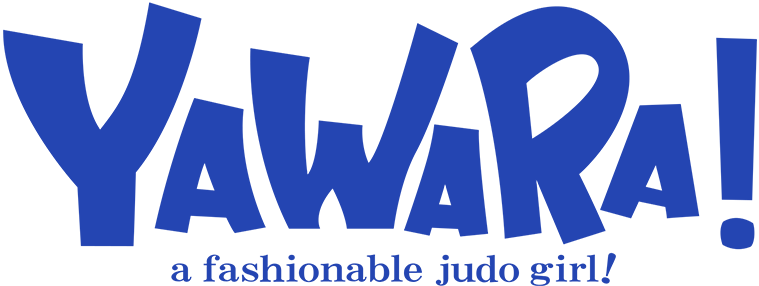
Logo originale della serie

Dal manga è stata tratta una serie anime dal titolo Yawara! A fashionable judo girl!, prodotta dagli studi d'animazione Madhouse e Kitty Films e trasmessa sulla rete Yomiuri TV dal 16 ottobre 1989 al 21 settembre 1992 per un totale di 124 episodi. In Giappone è stato uno degli anime più visti durante il periodo di trasmissione, superando serie come Ranma ½ (prodotta anch'essa dalla Kitty Films) in termini di ascolti. Nelle repliche dal 2015 in poi viene trasmessa in versione HD rimasterizzata.
In Italia solamente i primi 26 episodi (nonostante ne fossero stati annunciati 52) sono stati trasmessi dal 22 novembre al dicembre 1991 sulla syndication Junior TV che li ha poi replicati alcune volte: in seguito l'anime non è più stato distribuito in Italia. Prima che cominciassero le trasmissioni, la serie era stata annunciata con il titolo Ginger, la principessa del judo (dall'adattamento francese Ginger, la jeunne fille judoka), in seguito cambiato in Jenny la ragazza del judo; tuttavia la messa in onda vera e propria mantenne il cartello originale del titolo. (La protagonista della serie era quindi chiamata "Yawara" nel titolo a schermo, "Ginger" nella sigla cantata (vedi sotto) e "Jenny" nel doppiaggio italiano). L'edizione italiana attribuiva a tutti i personaggi dei nomi anglofoni e aveva un adattamento parzialmente edulcorato.

### Sigle
Sigla di apertura
- Miracle Girl (ミラクル・ガール?), di Mariko Nagai (ep. 1-43)
- Ame ni kiss no hanataba wo (雨にキッスの花束を?), di Miki Imai (ep. 44-81)
- Makeruna onnanoko! (負けるな女の子！?), di Yuko Hara (ep. 82-102)
- YOU AND I, di Mariko Nagai (ep. 103-124)

Sigla di chiusura
- Stand by me (スタンド・バイ・ミー?), di Rika Himenogi (ep. 1-43)
- Egao wo sagashite (笑顔を探して?), di Midori Karashima (ep. 44-81)
- Shōjo jidai (少女時代?), di Yuko Hara (ep. 82-102)
- Itsumo soko ni kimi ga ita (いつもそこに君がいた?), di LAZY LOU's BOOGIE (ep. 103-124)

Nell'edizione italiana parziale, in apertura viene usata una sigla cantata in inglese la cui provenienza rimane ignota; essa è chiaramente relativa all'anime e chiama la protagonista "Ginger". Di questo brano si sa soltanto che compare come sigla anche nell'edizione catalana dell'anime (dal titolo Cinturó negre), in una versione interamente reincisa e ricantata nella lingua locale. In chiusura all'edizione italiana resta invece la sigla originale Stand by me.

## Film
Il 1º agosto 1992 è uscito nei cinema nipponici Yawara! Soreyuke koshinuke kizzu!! (ＹＡＷＡＲＡ！ それゆけ腰ぬけキッズ！！?). Il film d'animazione, della durata di 60 minuti, racconta la stessa trama del manga. È stato distribuito da Argo Project e diretto da Hiroko Tokita con le colonne sonore di Masahide Sakuma. Le sigle sono Daisuki na shatsu (大好きなシャツ?), di Marina Watanabe, e What's the Paradise?, di The Minks.

## Special TV
Dopo la conclusione sia del manga che della serie animata, il 19 luglio 1996 è stato trasmesso Yawara! Special Zutto kimi no koto ga… (ＹＡＷＡＲＡ！ Ｓｐｅｃｉａｌ ずっと君のことが⋯。?), special televisivo della durata di 110 minuti, in occasione dei Giochi della XXVI Olimpiade. È stato diretto da Morio Asaka con la sceneggiatura di Toshiki Inoue e le musiche di Hideharu Mori. La judoka Ryōko Tamura, argento ai Giochi della XXV Olimpiade, appare come commentatrice dello special. Le sigle sono Today is another day e Mitsumete itai ne (見つめていたいね?), entrambe di Zard.

## Videogiochi
Durante il corso della serie, sono stati pubblicati due videogiochi dalla Sofix.
| Nº | Titolo videogioco | Piattaforma | Data uscita       |
| -- | ----------------- | ----------- | ----------------- |
| 1  | Yawara!           | PC          | 1º ottobre 1992   |
| 2  | Yawara! 2         | PC          | 23 settembre 1994 |

## Accoglienza
Durante il periodo di trasmissione (1989-1992), in Giappone è stato uno degli anime più visti, superando serie come Ranma ½ (prodotta anch'essa dalla Kitty Films) in termini di ascolti. L'allora giovane judoka Ryōko Tamura da quando vinse la medaglia d'argento alle Olimpiadi di Barcellona 1992 viene soprannominata ancora oggi "Yawara-chan", per via non solo dello sport praticato ma anche della somiglianza fisica con il personaggio omonimo.